# Marty Supreme
Marty Supreme är en amerikansk komedifilm som har premiär den 25 december 2025. Filmen är regisserad av Josh Safdie efter ett manus han skrivit tillsammans med Ronald Bronstein.

## Handling
Filmen utspelar sig på 1950-talet och handlar om den amerikanska bordtennisspelaren Marty Reismans liv.

## Rollista (i urval)
- Timothée Chalamet - Marty Mauser
- Gwyneth Paltrow
- Tyler, the Creator
- Odessa A'zion
- Penn Jillette
- Kevin O'Leary
- Abel Ferrara
- Fran Drescher - Mrs. Mauser
- Sandra Bernhard
- Philippe Petit